# Mehdi Nafti
Pour les articles homonymes, voir Mehdi.
Mehdi Nafti (arabe : مهدي النّفطي), né le 28 novembre 1978 à Toulouse (France), est un footballeur international tunisien, qui possède également la nationalité française. Actif de 1998 à 2014, il se reconvertit en entraîneur.
Nafti a joué comme milieu défensif pour Toulouse, le Racing de Santander, Birmingham City, l'Aris Salonique, le Real Valladolid, le Real Murcia et Cádiz. Né en France, il compte 46 sélections pour l'équipe de Tunisie, notamment à la coupe du monde 2006 et à trois coupes d'Afrique des nations.
Après avoir pris sa retraite de joueur, il se lance dans l'entraînement, travaillant principalement en Espagne. Il entraîne Lugo, Leganés et Levante en Segunda División.

## Biographie

### Carrière en club
Né à Toulouse, en France, Nafti fait ses débuts professionnels avec le club de sa ville natale, le Toulouse FC. Il est utilisé avec parcimonie pendant trois ans et joue également plusieurs matchs avec l'équipe réserve. Sa meilleure saison en 1999-2000 le voit apparaître dans treize matchs et marquer un but pour aider l'équipe à revenir en Ligue 1 après un an d'absence. À l'été 2000, Nafti rejoint le Racing de Santander en Liga et, comme dans son club précédent, il commence son passage dans l'équipe B. Au cours de la saison 2000-2001, il ne joue que trois matchs pour l'équipe principale, qui est finalement reléguée, puis devient un élément important du milieu de terrain au cours des trois années suivantes, tout en récoltant 41 cartons jaunes et trois rouges.
Nafti est prêté par Birmingham City dans les dernières minutes du mercato de janvier 2005 ; il fait ses débuts en Premier League le 5 février lors d'une défaite (2-0) à l'extérieur contre Manchester United, match dans lequel il est titulaire et averti. Parfois qualifié de « méchant » en raison de sa nature fougueuse et de sa tendance à recevoir des avertissements, il est principalement recruté pour remplacer le sortant Robbie Savage, et termine la saison en force, ce qui conduit à la conclusion d'un contrat permanent en été. La saison 2005-2006 se termine avant même d'avoir commencé, avec une grave blessure aux ligaments croisés lors d'un match amical contre le Deportivo La Corogne début août. Il se rétablit plus tôt que prévu et peut débuter le dernier match de la saison, une défaite (1-0) contre Bolton Wanderers, alors que la relégation est déjà confirmée.
Après avoir disputé 32 matchs en 2006-2007 pour aider Birmingham à revenir en première division, Nafti marque son premier but pour eux le 13 août 2008, lors d'une victoire (4-0) contre Wycombe Wanderers en coupe de la Ligue 2008-2009. En juin 2009, après que le club ait décidé de ne pas renouveler son contrat, il en signe un de deux ans avec l'Aris Salonique en Grèce. Le 12 septembre, Nafti marque le seul but du match à domicile contre le PAS Giannina, permettant à Aris de prendre la tête de la Superligue grecque après trois matchs. Il termine sa première saison avec quatre buts en 22 matchs de championnat, alors qu'Aris termine cinquième.
En janvier 2011, lors du mercato estival, Nafti, 32 ans, quitte l'Aris et retourne en Espagne, signant un contrat de 18 mois avec le Real Valladolid, un club de Segunda División. Il passe la saison 2012-2013 avec le Real Murcia, aidant le club à éviter la relégation en deuxième division, et envisageant de prendre sa retraite avant de descendre d'une division pour signer à Cádiz. Il s'impose dans cette dernière équipe, mais est gêné par une blessure et, après la signature du milieu de terrain Jon Ander Garrido (en) lors du mercato de janvier 2014, le contrat de Nafti est annulé.

### Carrière internationale
International tunisien à partir de 2002, Nafti représente la Tunisie lors de trois coupes d'Afrique des nations, contribuant à la victoire de l'édition 2004 disputée à domicile. Il participe ensuite à la coupe des confédérations 2005, contre l'Australie (victoire 2-0) et l'Allemagne (défaite 3-0). Nafti est sélectionné dans l'équipe qui participe à la coupe du monde 2006 en Allemagne, participant aux trois matchs de la Tunisie éliminée en phase de groupes. Le 4 juin précédent, il avait marqué son seul but international pour égaliser lors d'une victoire (3-1) en qualification à l'extérieur contre le Botswana.

## Palmarès
- Vainqueur de la coupe d'Afrique des nations 2004 ( Tunisie)